# Zénith d’Auvergne
Der Zénith d’Auvergne ist eine Mehrzweckhalle in Cournon-d’Auvergne, Frankreich.

## Geschichtliches und Nutzung
Die Grundsteinlegung für das Gebäude mit zwei Hallen mit einer Zuschauerkapazität von 1.350 bzw. 8.500 Plätzen fand im Jahr 2001 statt. Zwei Jahre später wurde die überdachte Halle eröffnet. Als erster Künstler trat Johnny Hallyday am 5. Dezember 2003 hier auf. Die Halle wird hauptsächlich für Konzertveranstaltungen genutzt. So traten bereits international erfolgreiche Künstler wie Chuck Berry, Joan Baez, Bob Dylan, Scorpions, Mark Knopfler, Manu Chao und Lenny Kravitz im Zénith d’Auvergne auf.